# Олександр фон Гомейєр
Олександр фон Гомеєр (Хомаєр) (нім. Alexander von Homeyer; 1834—1903) — німецький лепідоптеролог , орнітолог і ентомолог; племінник орнітолога Еугена Фердинанда фон Гомеєра. 

## Біографія
Олександр фон Гомеєра народився 19 січня 1834 року в Шплітсдорфі в сім'ї Пітера Вільгельма фон Гомеєра і його дружини Луїзи (уродженої Kahlden). Перші уроки йому дали батьки, а потім хлопчик був відправлений на навчання в Штральзундську гімназію. 
Перебуваючи на військовій службі в прусській армії, він брав участь в Австро-пруссько-італійській війні 1866 року. Виконуючи свої військові обов'язки він встигав займався орнітологією, а пізніше також лепідоптерологією і помістив численні статті орнітологічного змісту в «Journal für Ornithologie».
У 1871 році досліджував Балеарські острови і західну частину берегів Середземного моря, вивчаючи головним чином птахів. У 1874 році Берлінське географічне товариство призначило його начальником другої експедиції в Центральну Африку. Він дійшов, піднімаючись по Куанцо, до Донг, а звідси в Пунго Андонго, де за хвороби передав керівництво місією Паулю Погге, який і дійшов до області Муатоямбо.
У 1875 році він отримав звання майора, проте через хворобу його військова кар'єра завершилася в 1878 році. Вийшовши у відставку, він приступив до обробки й опису колекцій метеликів (5000 примірників) з Анголи; його колекція європейських метеликів складалася з 30000 примірників. У його честь був названий вид метеликів — Стрічковик Гомеєра.
Олександр фон Гомеєр помер 14 липня 1903 року в Грайфсвальді.